# Wawu Bij Ludunu
Wawu Bij Ludunu – osada (buurt) w dzielnicy Mahuma, miasta Willemstad, w dystrykcie Willemstad, w kraju autonomicznym Curaçao, należącym do Holandii, w Ameryce Południowej. 20 października 2023 r. liczyła 119 mieszkańców.  